# Loyalton
Loyalton és una població dels Estats Units a l'estat de Califòrnia. Segons el cens del 2000 tenia 862 habitants.

## Demografia
Segons el cens del 2000, Loyalton tenia 862 habitants, 323 habitatges, i 235 famílies. La densitat de població era de 978,9 habitants/km².
Dels 323 habitatges en un 38,4% hi vivien nens de menys de 18 anys, en un 53,6% hi vivien parelles casades, en un 11,1% dones solteres, i en un 27,2% no eren unitats familiars. En el 23,8% dels habitatges hi vivien persones soles el 10,2% de les quals corresponia a persones de 65 anys o més que vivien soles. El nombre mitjà de persones vivint en cada habitatge era de 2,58 i el nombre mitjà de persones que vivien en cada família era de 3.
Per edats la població es repartia de la següent manera: un 29,1% tenia menys de 18 anys, un 6% entre 18 i 24, un 24,8% entre 25 i 44, un 24,4% de 45 a 60 i un 15,7% 65 anys o més.
L'edat mediana era de 39 anys. Per cada 100 dones de 18 o més anys hi havia 91,5 homes.
La renda mediana per habitatge era de 34.063 $ i la renda mediana per família de 39.750 $. Els homes tenien una renda mediana de 38.864 $ mentre que les dones 23.571 $. La renda per capita de la població era de 15.732 $. Entorn del 20,3% de les famílies i el 18,1% de la població estaven per davall del llindar de pobresa.

## Poblacions més properes
El següent diagrama mostra les poblacions més properes.